# Eldan
Eldan är en sjö i Säffle kommun i Värmland och ingår i Göta älvs huvudavrinningsområde. Sjön är 24 meter djup, har en yta på 5,19 kvadratkilometer och är belägen 75 meter över havet. Sjön avvattnas av vattendraget Lillälven (Börkusälven).

## Delavrinningsområde
Eldan ingår i det delavrinningsområde (657350-131624) som SMHI kallar för Utloppet av Eldan. Medelhöjden är 138 meter över havet och ytan är 48,28 kvadratkilometer. Räknas de 27 avrinningsområdena uppströms in blir den ackumulerade arean 330,18 kvadratkilometer. Lillälven (Börkusälven) som avvattnar avrinningsområdet har biflödesordning 3, vilket innebär att vattnet flödar genom totalt 3 vattendrag innan det når havet efter 240 kilometer. Avrinningsområdet består mestadels av skog (69 procent). Avrinningsområdet har 6,54 kvadratkilometer vattenytor vilket ger det en sjöprocent på 13,5 procent.